# Schizidium granum
Schizidium granum är en kräftdjursart som först beskrevs av Dollfus1894.  Schizidium granum ingår i släktet Schizidium och familjen klotgråsuggor. Inga underarter finns listade i Catalogue of Life.